# Maria Hulewiczówna
Maria Hulewiczówna (ur. 1885 w Toruniu, zm. 1974) – rzeźbiarka polska.
Była najstarszą z trzech córek toruńskiego adwokata Michała Hulewicza i Władysławy z Zawiszów Czarnych. Po wczesnej śmierci ojca (1893) wraz z matką i siostrami zamieszkała w Warszewicach pod Toruniem, dobrach ziemskich rodziny Zawiszów. Kształciła się pod kierunkiem prywatnej nauczycielki polskiej, następnie wyjechała do Krakowa i studiowała rzeźbę w tamtejszej Akademii Sztuk Pięknych; nie wiadomo, czy studia te ukończyła. Po powrocie do Torunia została członkinią Towarzystwa Naukowego w Toruniu (1908) i na zamówienie tej instytucji wykonała popiersia prezesa ks. Stanisława Kujota (1909) i wiceprezesa Michała Leona Sczanieckiego (1910). Rzeźby te, odlane w brązie, znajdują się w gmachu Towarzystwa Naukowego i są jedynymi pracami Hulewiczówny, które zachowały się po II wojnie światowej. 
Hulewiczówna należała do Towarzystwa Naukowego w Toruniu do 1921. Jeszcze przed I wojną światową niemal porzuciła twórczość artystyczną, ograniczając się jedynie do sporadycznych prac wykonywanych na zamówienia rodziny. Działała jako nauczycielka w Warszewicy i okolicach, uczyła czytania i pisania po polsku oraz historii Polski. Po 1945 dłuższy czas mieszkała u siostry Zofii Karwatowej w Chełmży, potem ponownie w Toruniu. Zmarła w 1974, pochowana została w grobie rodzinnym w Chełmży.